# Deserto di fuoco (miniserie televisiva)
Deserto di fuoco è una miniserie televisiva del 1997 diretta da Enzo G. Castellari.
Sin dal primo episodio la serie si rivelò un ottimo successo in televisione, complice anche la partecipazione di all-star comprendente: Franco Nero, Vittorio Gassman, Claudia Cardinale, Virna Lisi e Giuliano Gemma.

## Trama
Un gruppo di francesi viaggia nel deserto del Sahara, spostandosi con un elicottero. L'elicottero subisce un incidente in cui muoiono tutti i suoi passeggeri, tranne Renè, un bambino di un anno d'età, figlio di uno dei viaggiatori, Marcel. Il bambino sarà rinvenuto da Tafud, il re di una tribù del Sahara, che lo raccoglierà per adottarlo insieme a Leyla, la sua donna. Renè sarà chiamato Ben dalla sua nuova famiglia e crescerà insieme a Amina, la figlia di Tafud e Leyla, come fossero fratelli.
Quando Ben diventa adulto, si innamora di Amina. A quel punto, Tafud gli racconta che lui è stato adottato quando aveva un anno e che lui e Amina non sono fratelli biologici, e che suo padre è morto nell'incidente accaduto all'elicottero. Così, Ben decide di andare in Europa alla ricerca della sua madre biologica.

## Ascolti
| Puntata | Prima visione   | Ascoltatori | Share   |
| ------- | --------------- | ----------- | ------- |
| 1^      | 19 ottobre 1997 | 5.231.000   | n.d.    |
| 2^      | 26 ottobre 1997 | 5.848.000   | 23,90 % |
| 3^      | 2 novembre 1997 | 7.318.000   | 27,05 % |